# FUTURA Interaktív Természettudományi Élményközpont
A  FUTURA Interaktív Természettudományi Élményközpont (vagy Futura magtár) egy mosonmagyaróvári 18. századi magtárban kialakított élményközpont és múzeum. Az épület felújításának kivitelezése 2008-tól 2010-ig tartott, majd az építési munkálatok 2012-ben fejeződtek be. A bruttó beruházási költsége 1,46 milliárd forint volt, melynek 84,07%-t az Európai Unió állta. Funkcióját tekintve hasonló a budapesti Csodák palotájához.

## Története
Az élményközpont eredeti épületét a 18. században építették. A közel 300 éves, a Szigetköznél található épület egyik tartó gerendájába 1751-es és az 1705-ös számot véstek, építését mégis 1752-re datálják. Az 1980-as évektől kezdve raktározásra, kereskedelemre használták a magtár épületét. 2001-től a Hansági Múzeumnak a raktáraként funkcionált, régészeti, néprajzi anyag gyűjteményt tároltak benne. Kéthajós rendszer, a belső, középső oszlopsor kő szerkezetre épült. A benti faszerkezetek - tölgy oszlopok, fenyő gerendázat - a régi értékek megőrzését jelzi, míg a modern külseje a jövőre utal. Az épület hosszanti kialakítású, lépcsőkkel, átkötésekkel, négy emeletes és 12.5 méter magas. A vakolt homlokzat nincs hőszigetelve, lécezett, hőkezelt fenyő burkolata tartja a hőt. A II. világháború során többször államosították az épületet.

### Mint élményközpont
Futura magtár tárlatának egyik része Mosonmagyaróvár, Szigetköz és a Duna területeit mutatja be, a másik tárlat pedig a természettudományokat, azon belül is a négy elemet, a vizet, a földet, a levegőt és a tűzet mutatja be. A Németországban élő dr. Pacher Tibor fizikus vasúti terepasztal-rendszere űreszközökkel teli modellvilágot valósított meg.
2014-ben elnyerte az Év Ökoturisztikai Létesítménye díjat.

## Külső hivatkozások
- Magtár. Műemlékem.hu
- Hivatalos honlap